# Gemarkung Heinersreuth (Landkreis Kulmbach)
Die Gemarkung Heinersreuth ist eine Gemarkung im Landkreis Kulmbach, die vollständig auf dem Gemeindegebiet des Marktes Presseck liegt.

## Geografie
Die Gemarkung Heinersreuth hat eine Fläche von 9,521 km². Sie ist in 626 Flurstücke aufgeteilt, die eine durchschnittliche Flurstücksfläche von 15209,52 m² haben. In ihr liegen die Gemeindeteile Birken, Breiteneben, Elbersreuth, Elbersreuthermühle, Fels, Heinersreuth, Kreuzknock, Pinzenhof, Schmölz und Wustuben.
Die Nachbargemarkungen sind:
| - Gemarkung Enchenreuth - Gemarkung Löhmar - Gemarkung Presseck | - Gemarkung Schlackenreuth - Gemarkung Schwarzenbach am Wald |